# Konrad von Preysing Lichtenegg Moos
Konrad von Preysing Lichtenegg Moos (Moosburg an der Isar, 30 agosto 1880 – Berlino, 21 dicembre 1950) è stato un cardinale e vescovo cattolico tedesco.

## Biografia
Nacque a Moosburg il 30 agosto 1880 e venne battezzato quello stesso giorno, avendo come padrino suo zio Conrad von Preysing. Suo prozio fu il noto predicatore e missionario gesuita Georg Ferdinand von Waldburg-Zeil. Nel 1934, come portavoce dell'episcopato germanico, denunciò pubblicamente le violazioni del Concordato del 1933 commesse da Hitler e le persecuzioni contro i sacerdoti e le associazioni cattoliche. Inoltre intervenne su questioni relative ai diritti umani anche al di là della comunità cattolica polemizzando col regime nazista.
Nel 1941, insieme a Clemens August von Galen ed altri vescovi, stilò un documento di condanna del nazismo nei suoi aspetti peggiori: tra questi evidenziò la deportazione senza processo in campi di concentramento di migliaia di uomini e donne. Il documento non ottenne il consenso del presidente della Conferenza Episcopale Tedesca, il cardinale Adolf Bertram, che predicava una opposizione più diplomatica, e non fu pubblicato. Papa Pio XII lo elevò al rango di cardinale nel concistoro del 18 febbraio 1946. Morì il 21 dicembre 1950 all'età di 70 anni.

## Genealogia episcopale e successione apostolica
La genealogia episcopale è:
- Cardinale Scipione Rebiba
- Cardinale Giulio Antonio Santori
- Cardinale Girolamo Bernerio, O.P.
- Arcivescovo Galeazzo Sanvitale
- Cardinale Ludovico Ludovisi
- Cardinale Luigi Caetani
- Cardinale Ulderico Carpegna
- Cardinale Paluzzo Paluzzi Altieri degli Albertoni
- Papa Benedetto XIII
- Papa Benedetto XIV
- Papa Clemente XIII
- Cardinale Bernardino Giraud
- Cardinale Alessandro Mattei
- Cardinale Pietro Francesco Galleffi
- Cardinale Giacomo Filippo Fransoni
- Cardinale Antonio Saverio De Luca
- Arcivescovo Gregor Leonhard Andreas von Scherr, O.S.B.
- Arcivescovo Friedrich Josef von Schreiber
- Arcivescovo Franz Joseph von Stein
- Arcivescovo Joseph von Schork
- Vescovo Ferdinand von Schlör
- Arcivescovo Johann Jakob von Hauck
- Cardinale Konrad von Preysing Lichtenegg Moos

La successione apostolica è:
- Vescovo Michael Rackl (1935)
- Vescovo Paul Tkotsch (1948)

## Fonti
- (EN) David Cheney, Konrad von Preysing Lichtenegg Moos, su Catholic-Hierarchy.org.
- "Konrad Von Preysing" di Nethanel Willy editore Culp Press, 2011 ISBN 6137081745, 9786137081747